# Gruppo musicale

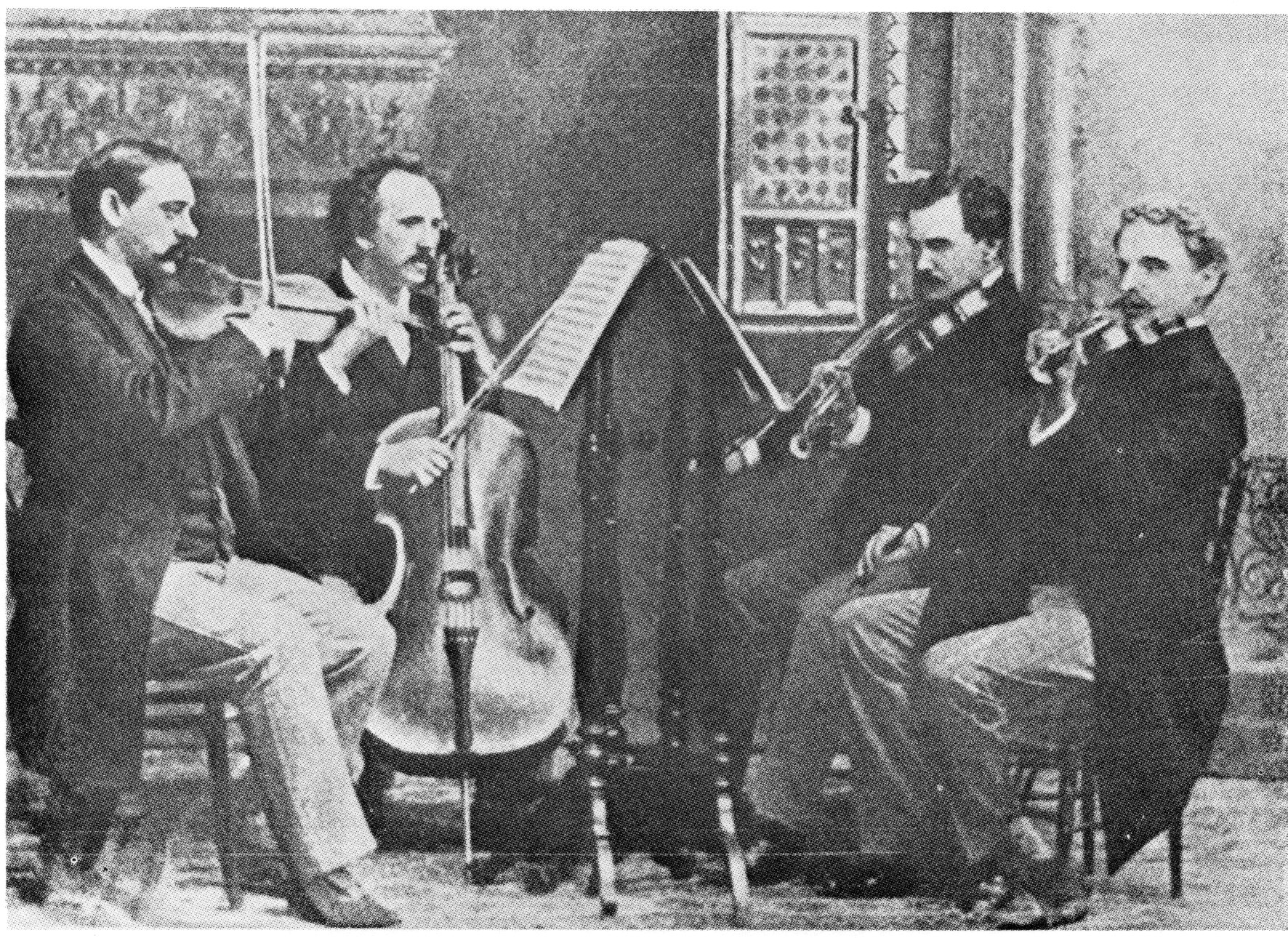
Il Quartetto d'archi Kneisel di Franz Kneisel diede la prima esecuzione pubblica del Quartetto Americano di Antonín Dvořák, opus 96

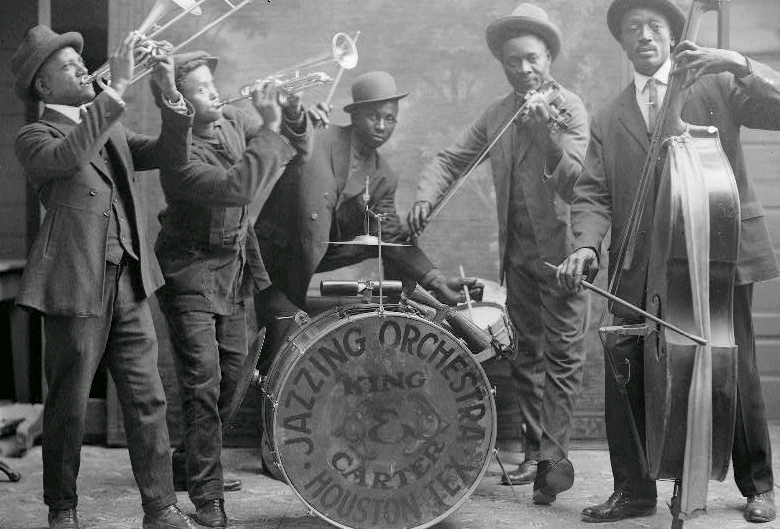
La King & Carter Jazzing Orchestra fotografata a Houston, in Texas, nel gennaio 1921

Un gruppo musicale o complesso musicale è un sodalizio artistico composto da persone che eseguono stabilmente musica insieme. Indica sia l'insieme dei ruoli dei musicisti che il loro concreto raggruppamento, siano questi professionisti o amatori. Nei diversi ambiti e generi musicali in cui si considera un gruppo musicale, esso è vario per organico, repertorio e funzione. Nell'ambito jazzistico un gruppo musicale è definito anche duo o trio, a seconda che sia composto da due o tre elementi. Un complesso strumentale è formato solo da strumentisti, mentre un complesso vocale è composto solamente da cantanti.
Sono largamente utilizzati nella letteratura i termini gruppo musicale, insieme musicale, complesso musicale, formazione musicale e formazione musicale d'insieme. Tali termini possono però anche riferirsi per antonomasia solamente ai gruppi jazz, rock e pop. Stessa ambivalenza hanno le parole gruppo, insieme e complesso nel linguaggio comune. Un corpo musicale è invece una banda.
È impiegato anche il termine ensemble, per indicare un insieme di musicisti senza parti predominanti, oppure un insieme musicale folcloristico caratteristico di un paese, con una genericità o specificità nell'accezione del termine differente in diverse lingue.

## Caratteristiche
La formazione di un complesso dipende dal genere di musica che deve eseguire, in quanto ogni genere ha propri organici caratteristici.
Quando un insieme di persone lavora all'incisione di un brano, d'abitudine nella musica classica, la registrazione avviene direttamente con l'organico completo, mentre in altri generi è possibile registrare separatamente le varie tracce (piste) e quindi un solo musicista può eseguire parti diverse; durante i concerti questo non è possibile per cui, se necessario, si ricorre all'aiuto di turnisti che suonano le parti che non vengono eseguite dai componenti principali del complesso.
Sono esempi di complessi musicali, molto differenti fra loro:
- duo, trii, quartetti, quintetti, piccole sezioni di musicisti che suonano musica colta
- orchestre, bande, cori, grandi raggruppamenti di cantanti o strumentisti dal repertorio operistico, bandistico o sinfonico
- gruppi, band, formazioni di musica rock e pop in genere di non più di dieci musicisti
- jazz band, jazz combo, complessi jazz composti da più o meno artisti

## Formazioni

### Rock

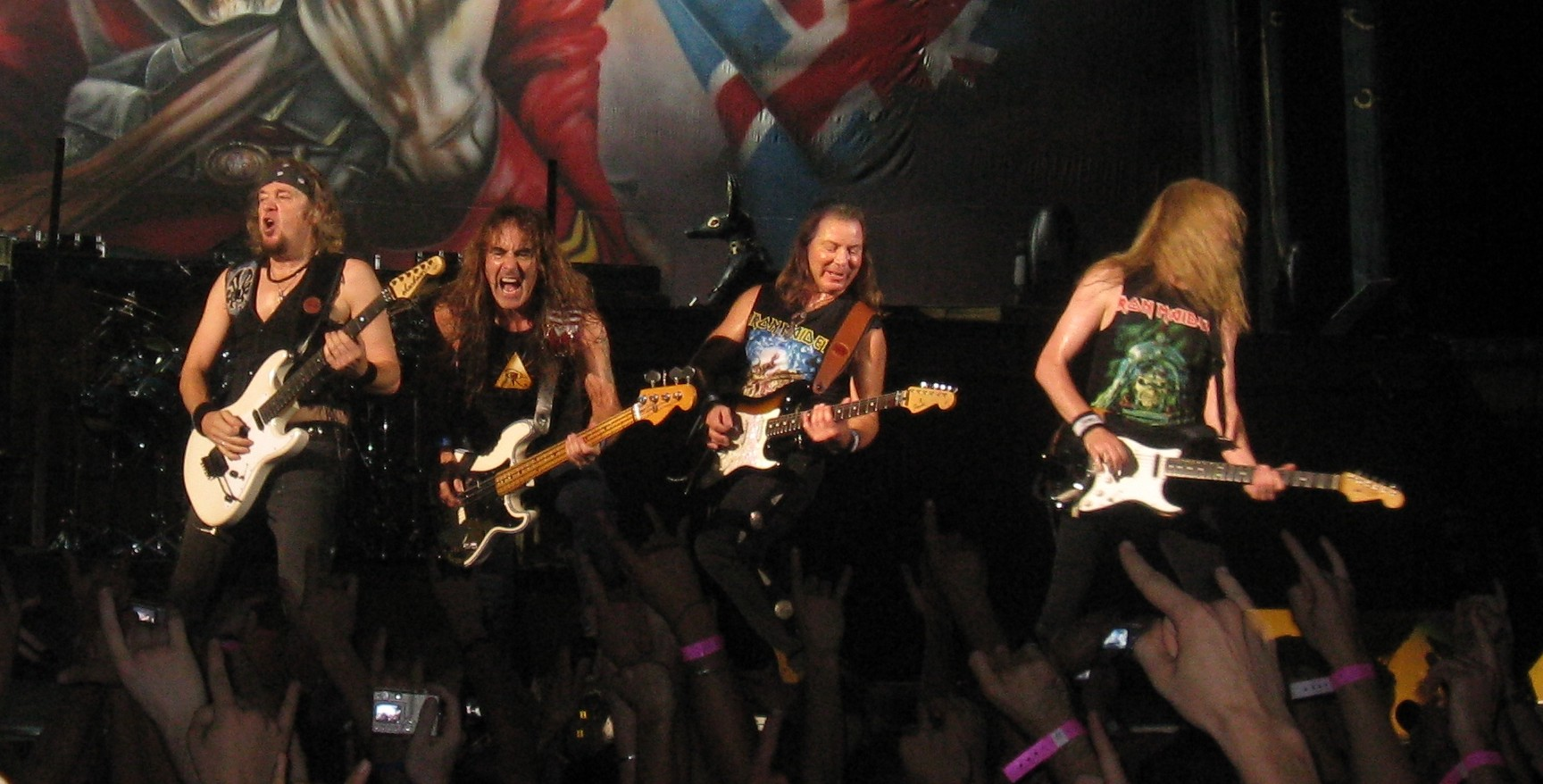
Gli Iron Maiden sono una band con sei membri con un cantante, tre chitarristi, un bassista e un batterista (nell'immagine mancano Bruce Dickinson e Nicko McBrain)

La formazione più semplice nel rock (e sottogeneri come l'hard rock, il punk rock e l'heavy metal) è il power trio: batterista, bassista e chitarrista, dove almeno uno dei tre è anche cantante, solitamente il chitarrista.
Generalmente, la formazione può essere composta da:
- un cantante
- due chitarristi (solista e ritmico)
- un bassista
- un batterista
- un tastierista, in tempi più recenti.
- un pianista

A volte ci sono più di due chitarristi, e uno degli strumentisti può anche essere una voce aggiuntiva. Spesso ci sono strumenti aggiuntivi, come l'organo, il sintetizzatore e il campionatore, o strumenti a fiato come il sax e la tromba. In ogni caso basso e batteria sono essenziali in ogni tipo di gruppo, perché costituiscono la sezione ritmica del complesso.
Anche nei generi sotto elencati e nel folk si può usare una formazione tipica del rock, con l'aggiunta o la sostituzione di altri strumenti se necessario.

### Rap
I gruppi hip hop o rap vengono generalmente chiamati crew e generalmente non comprendono strumentisti, in quanto la musica viene suonata con sintetizzatori e campionatori, in grado di riprodurre tutte le sonorità. Nei concerti a volte si ha l'uso di sintetizzatori o di una batteria. Negli anni ottanta e novanta era presente anche un membro specializzato in turntablism.

### Jazz e blues
Nella black music l'organico spesso aumenta, aggiungendo al gruppo come sopra descritto la sezione fiati (da 3 a 5 elementi) e la sezione coristi; spesso si nota la compresenza di organo e pianoforte. Nel jazz, in particolare, la formazione varia a seconda delle epoche: dalle origini al periodo dello swing (1930-1940) è l'era delle big band di fiati, orchestre jazz con sezione fiati composte da più di dieci elementi a cui vanno ad aggiungersi chitarrista, contrabbassista, batterista e pianista. Dalla fine della seconda guerra mondiale, col bebop e successivamente negli anni sessanta col free jazz, invece, si affermano ensemble più ridotti, dai tre ai cinque elementi, con contrabbassista, batterista, pianista e uno o due fiati.

### Pop
Nel pop spesso i gruppi sono boy band o girl groups, cioè gruppi vocali formati da ragazzi e ragazze (con un numero che varia generalmente da un minimo di 3 ad un massimo di 6) che cantano tutti e solitamente non suonano strumenti, venendo accompagnati, nella registrazione dei brani, da musicisti che, pur non facendo parte del gruppo, sono di solito fissi.